# Saint-Eutrope
 Saint-Eutrope  là một xã ở tỉnh Charente phía tây nước Pháp. Xã này có diện tích 2,67 kilômét vuông, dân số năm 1999 là 169 người. Khu vực này có độ cao trung bình 183 mét trên mực nước biển.